# Oncidium xanthornis
Oncidium xanthornis là một loài thực vật có hoa trong họ Lan. Loài này được Rchb.f. ex Kraenzl. mô tả khoa học đầu tiên năm 1922.